# Bundesverband Elektromobilität Österreich
Der Bundesverband Elektromobilität Österreich (BEÖ) wurde von elf regionalen und kommunalen Energieversorgern gegründet. Der BEÖ setzt sich für eine flächendeckende Ladeinfrastruktur in Österreich ein, um die Nutzbarkeit von E-Fahrzeugen zu erhöhen. Gegründet wurde der Verein im Januar 2015. Vorsitzender ist Andreas Reinhardt.

## Ziele
Das wesentliche Ziel des Verbands BEÖ ist eine flächendeckende Versorgung mit Elektromobilität. Dafür arbeitet der Verband aktiv an Gesetzesvorschlägen, Richtlinien und Normierungen mit, um ein offenes, interoperables, österreichweites sowie international angebundenes Ladestellennetz zu entwickeln. Des Weiteren ist der Aufbau einer nationalen Ladestellendatenbank in Vorbereitung. Eine weitere Aufgabe ist der interdisziplinäre Austausch an Know-how und technologischen Lösungen in Bezug auf Elektromobilität sowie die Verknüpfung von Elektromobilitätsanwendungen mit erneuerbarer Energie. Hier steht vor allem die Zusammenarbeit mit Wissenschaft und Wirtschaft im Fokus. Außerdem möchte der Verband das Thema Elektromobilität stärker in den Fokus öffentlicher Wahrnehmung rücken.

## Mitglieder
Mitglieder des Bundesverbands sind regionale und kommunale Energieanbieter. Dazu gehören:
- Burgenland Energie AG
- Energie AG Vertrieb GmbH
- Energie Graz GmbH & Co KG
- Energie Steiermark Kunden GmbH
- EVN Energieservices GmbH
- Innsbrucker Kommunalbetriebe
- illwerke vkw AG
- KELAG
- Linz AG
- Salzburg AG
- TINEXT
- Wels Strom GmbH
- Wien Energie

## Organe
Zu den Organen des Bundesverbands gehören der Vorstand (Leitungsorgan), die Rechnungsprüfer (zwei) und die Generalversammlung (Mitgliederversammlung).

## Kooperationen
Das System Elektromobilität zeichnet sich vor allem durch die Zusammenarbeit verschiedener Branchen aus. Diese Zusammenarbeit in Form von Kooperationen auf nationaler und internationaler Ebene ist zentral für den Bundesverband Elektromobilität Österreich, um gemeinsame neue Systeme zu entwickeln und das Netz der Ladestationen auszubauen. Derzeit sind mehr als 3000 Ladepunkte in Österreich für eine öffentliche Nutzung verfügbar. Einzelne Mitglieder des BEÖ arbeiten bereits mit öffentlichen Verkehrsträgern zusammen. Etwa im Projekt eMorail – ein e-Carsharing-System der ÖBB. Ein anderes Beispiel hierfür ist das BEÖ-Mitglied Linz AG, das selbst den öffentlichen Verkehr in Linz betreibt.
Wesentliches Ergebnis der Zusammenarbeit zwischen den Energieversorgerunternehmen sind die E-Mobilitätsmodellregionen, wie zum Beispiel das e-pendler Projekt in Niederösterreich, die VLOTTE in Vorarlberg, ElectroDrivein Salzburg oder e-mobility on demand in Wien. Diese Modellregionen sollen vor allem als Erfahrungsquelle für die Entwicklung von E-Mobilität in Österreich wirken. Finanziert werden diese Projekte unter anderem durch den Klima- und Energiefonds des Bundesministerium für Verkehr, Innovation und Technologie.
Ein weiteres Modell zur Verbreitung von E-Mobilität in Österreich stellt das Projekt MISch dar, zum Modellregionsübergreifenden interoperablen Schnellladen. Im Rahmen dieses Projekts werden Schnellladestationen entlang der Autobahn A2 zwischen Wien und Graz errichtet, die von unterschiedlichen Anbietern betrieben werden, jedoch für die Kunden interoperabel zugänglich sind.